# 施蒂爾約赫山
47°30′40″N 11°31′7″E / 47.51111°N 11.51861°E

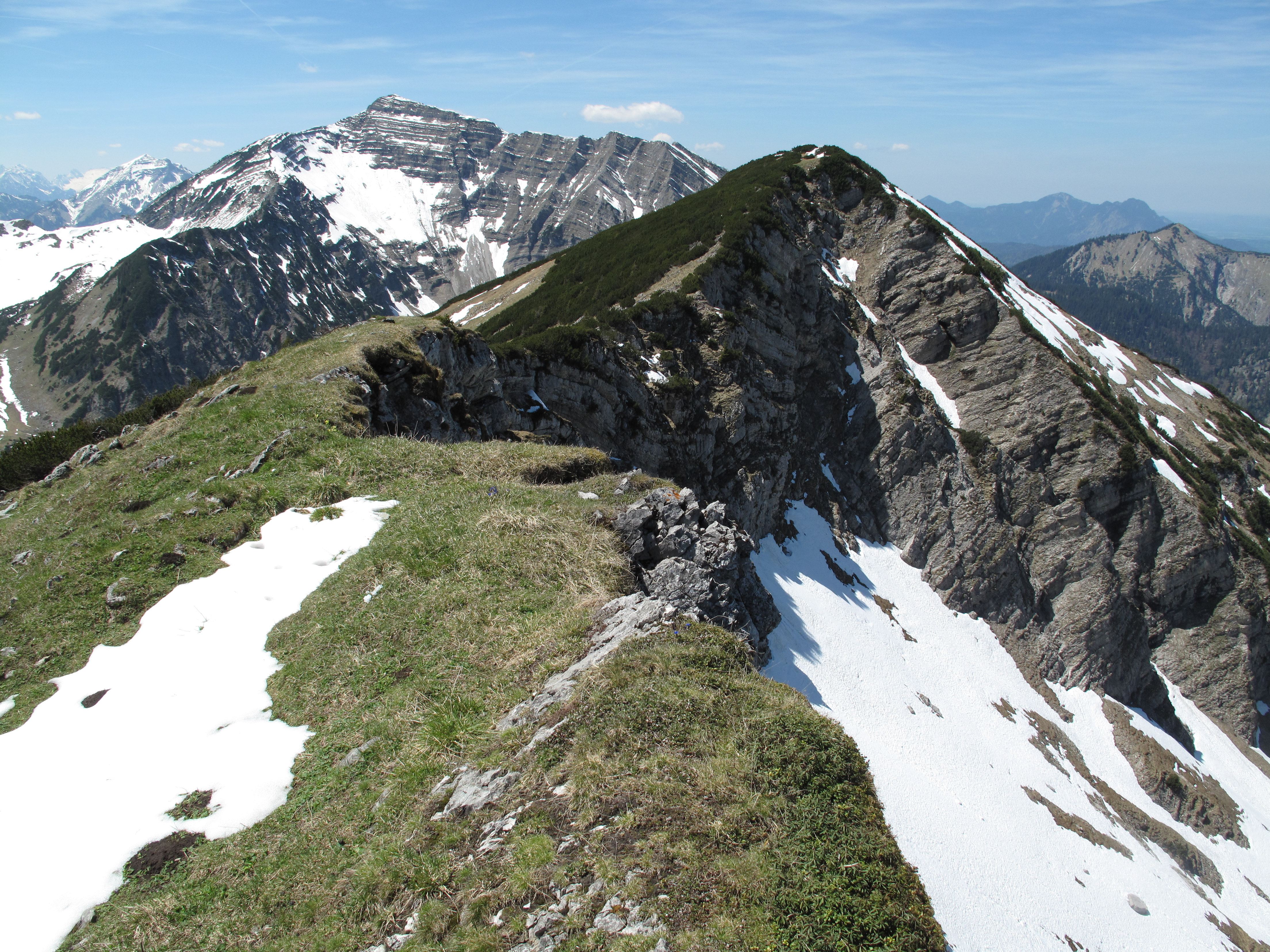

施蒂爾約赫山（德語：Stierjoch），是中歐的山峰，位於德國和奧地利接壤的邊境，由巴伐利亞和蒂羅爾州負責管轄，屬於卡爾文德爾山脈的一部分，海拔高度1,908米，每年平均降雨量1,806毫米。